# Ялькуйе, Малик
Мали́к Жунио́р Ялькуйе́ (фр. Malick Junior Yalcouyé; род. 18 ноября 2005 или 25 ноября 2005, Бандиагара, Мопти) — малийский футболист, полузащитник английского клуба «Брайтон энд Хоув Альбион», выступающий на правах аренды за «Суонси Сити».

## Клубная карьера
Является воспитанником ивуарийского «АСЕК Мимозас». В августе 2023 года дебютировал в его составе в африканской Лиге чемпионов в матче первого квалификационного раунда с бенинским «Котоном», появившись на поле в середине второго тайма. С 16-летнего возраста за его игрой следили скауты шведского «Гётеборга».
В ноябре 2023 года подписал с «Гётеборгом» многолетний контракт. Официально стал игроком клуба после достижения 18-летнего возраста в январе 2024 года. Первую игру за шведскую команду провёл 18 февраля в рамках группового этапа кубка Швеции против «Нордик Юнайтед». 1 апреля 2024 года в матче первого тура нового сезона против «Юргордена» дебютировал в чемпионате Швеции, появившись на поле в стартовом составе.

## Клубная статистика
| Выступление      | Выступление      | Выступление      | Лига | Лига | Кубки | Кубки | Конт. кубки | Конт. кубки | Итого | Итого |
| Клуб             | Лига             | Сезон            | Игры | Голы | Игры  | Голы  | Игры        | Голы        | Игры  | Голы  |
| ---------------- | ---------------- | ---------------- | ---- | ---- | ----- | ----- | ----------- | ----------- | ----- | ----- |
| Гётеборг         | Алльсвенскан     | 2024             | 1    | 0    | 3     | 0     | 0           | 0           | 4     | 0     |
| Гётеборг         | Итого            | Итого            | 1    | 0    | 3     | 0     | 0           | 0           | 4     | 0     |
| Всего за карьеру | Всего за карьеру | Всего за карьеру | 1    | 0    | 3     | 0     | 0           | 0           | 4     | 0     |